# The End (film fra 2024)
The End er en postapokalyptisk film fra 2024, der er instrueret af den amerikanske instruktør Joshua Oppenheimer, der er bosat i Danmark. Oppenheimer har også skrevet manuskriptet sammen med danske Rasmus Heisterberg. Blandt skuespillerne er Tilda Swinton og Michael Shannon. Filmen er produceret af Signe Byrge Sørensen sammen med Oppenheimer og Swinton, og seks lande optræder tilsammen som produktionslande: Danmark, Tyskland, Irland, Italien, Storbritannien, Sverige.

## Handling
Femogtyve år efter,  at et miljøkollaps har gjort Jorden ubeboelig, lever en ultrarig familie på tre - en mor, en far og en søn - indespærret i deres palæagtige bunker, hvor de kæmper for at opretholde håbet og en følelse af normalitet ved at klamre sig til dagligdagens ritualer. En dag kommer en pige og vender op og ned på deres tilværelse.
Familiens rigdom skyldes faderens virksomhed indenfor fossile brændsler, som har forårsaget den naturkatastrofe, som gør, at næsten alle andre mennesker er døde. Filmen stiller dermed spørgsmålet om, hvordan man lever med sig selv, hvis man har været skyld i verdens undergang og derpå bevidst valgt kun at redde sin egen familie og få andre udvalgte mennesker, som var nødvendige for ens egen overlevelse.

## Medvirkende
- Tilda Swinton som Mor
- Michael Shannon som Far
- George MacKay som Søn
- Moses Ingram som Pige
- Bronagh Gallagher som Ven
- Tim McInnerny som Tjener
- Lennie James som Doktor
- Danielle Ryan som Mary

## Modtagelse

### USA
På det amerikanske websted Rotten Tomatoes, der opsummerer amerikanske mediers filmanmeldelser, var 54 % af de 90 indsamlede anmeldelser positive med en gennemsnitlig vurdering på 5,9 ud af 10 mulige point. Webstedets sammenfattende vurdering lød: "Filmen mangler ikke ambition eller talent, men dens dristige vision er dårligt tjent med en for lang spilletid og et monotont musikspor."

### Danmark
Filmmagasinet Ekko gav filmen fem stjerner og mente, at den var "et originalt og brændende aktuelt drama om skyld og ansvar i en undergangstruet verden". Berlingske gav ligeledes fem stjerner til filmen, som anmelder Kristian Lindberg kaldte "dybt besynderlig og underligt besættende. Dagbladet Information mente, at filmen var interessant og virkelig flot, men også lidt langtrukken.